# Décès en 837
Décès
- 833
- 834
- 835
- 836
- 837
- 838
- 839
- 840
- 841

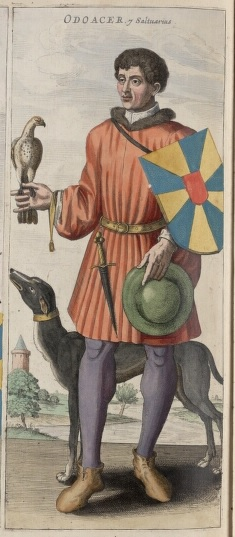
mort en 837.

Cette page dresse une liste de personnalités mortes au cours de l'année 837 :
- 4 juin : Li Zaiyi (en), prince de Wuwei (武威王), général de la dynastie Tang.
- 25 juillet : Adalung, évêque d'Eichstätt.
- 20 octobre : Hugues de Tours, comte de Tours et duc de la Haute-Alsace.
- 18 décembre : Linghu Chu (en), duc Wen de Pengyang (彭陽文公), fonctionnaire de la dynastie chinoise des Tang. Il est chancelier pendant les règnes de l'empereur Tang Xianzong et (brièvement) du fils de l'empereur Xianzong, l'empereur Tang Muzong.

- Pierre d'Atroa (en), abbé canonisé en tant que saint.
- Olibia Ier de Carcassonne, comte de Carcassonne et de Razès.
- Drust IX des Pictes ou Drest mac Caustantin, co-roi des Pictes.
- Hemming Halfdansson, noble danois.
- Odacre (it), gouverneur (forestier ou garde-chasse) de Flandre.

## Crédit d'auteurs
- Cet article est partiellement ou en totalité issu de l'article intitulé « 837 » (voir la liste des auteurs).